# Mongolische Badmintonmeisterschaft
Mongolische Meisterschaften im Badminton werden seit den 2000er Jahren ausgetragen, nachdem 1999 der nationale Badminton-Verband gegründet wurde.

## Titelträger
| Saison    | Herreneinzel      | Dameneinzel           | Herrendoppel                              | Damendoppel                                   | Mixed                              |
| --------- | ----------------- | --------------------- | ----------------------------------------- | --------------------------------------------- | ---------------------------------- |
| 2016      | Davaasuren Battur | Khulangoo Baatar      | Gerelsukh Jargalsaikhan Batdavaa Munkhbat | Khulangoo Baatar Munkhchimeg Mendjargal       | Enkhbat Olonbayar Bulagmaa         |
| 2017 2021 | keine Daten       | keine Daten           | keine Daten                               | keine Daten                                   | keine Daten                        |
| 2022      | Enkhbat Olonbayar | Kherlen Darkhanbaatar | Davaasuren Battur Khuvituguldur Byambajav | Kherlen Darkhanbaatar Ganbaatar Myagmartseren | Tuguldur Boldbaatar Olzvoi Janchiv |
| 2023 2024 | keine Daten       | keine Daten           | keine Daten                               | keine Daten                                   | keine Daten                        |